# Villamuriel de Cerrato
Villamuriel de Cerrato là một đô thị trong tỉnh Palencia, Castile và León, Tây Ban Nha. Theo điều tra dân số 2004 (INE), đô thị này có dân số là 5.304 người.
The new Superior General of the Society of Jesus, Fr Adolfo Nicolás was born in Villamuriel de Cerrato in 1936.